# Dolnji Slaveči

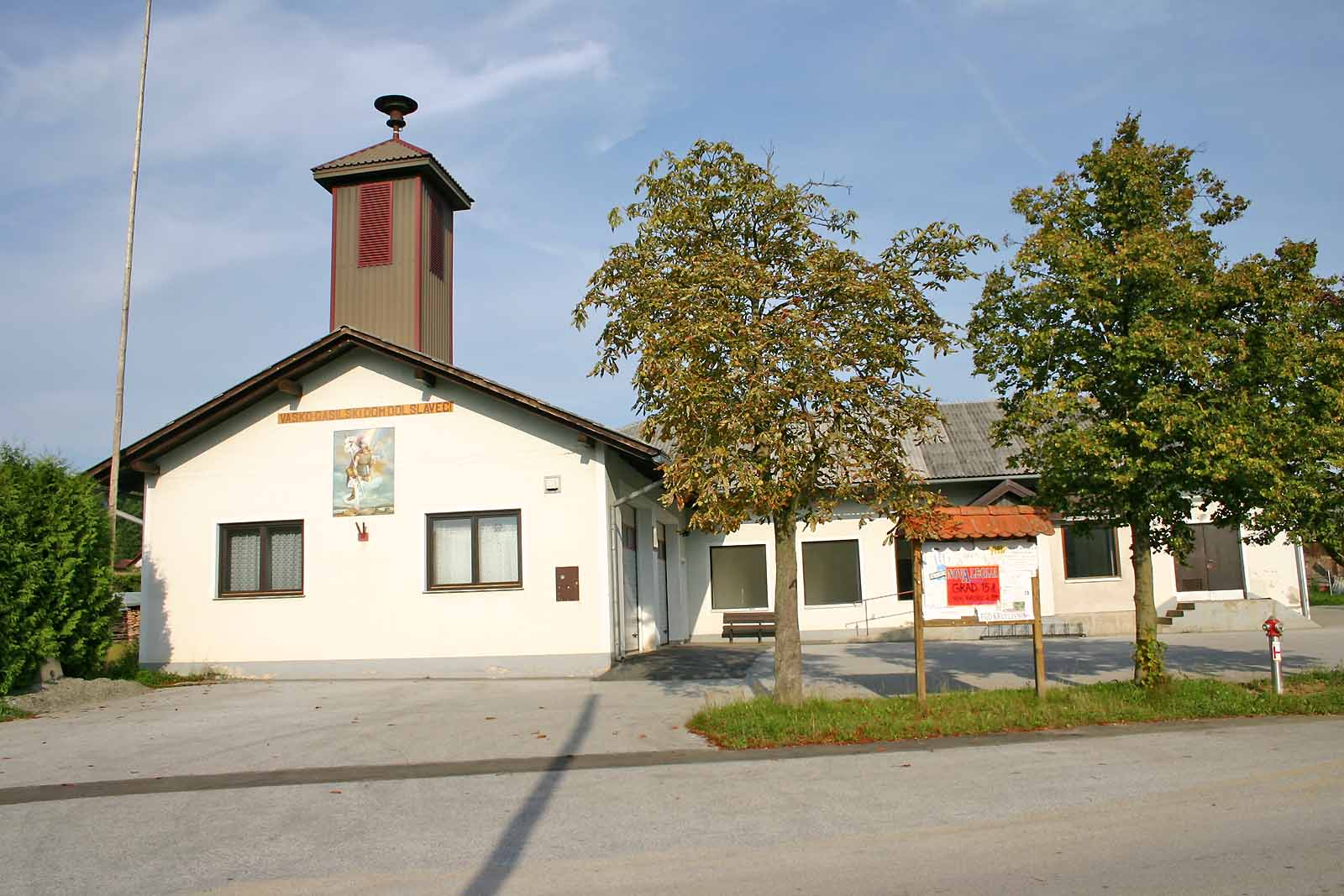
Freiwillige Feuerwehr in Dolnji Slaveči.

Dolnji Slaveči (ungarisch: Alsócsalogány, deutsch: Unter Slabitsch) ist ein Dorf und ein Ortsteil der Gemeinde Grad in Slowenien.

## Lage
Die Wohnhäuser und Bauernhöfe der Siedlung liegen zerstreut im Tal des Lukaj-Baches sowie an den beiden sich anschließenden Berghängen. Der Ort, 240 m. i. J., nimmt den westlichen Bereich der Gemeinde ein. Die Dorfgemarkung hat eine Fläche von 5,52 km² und wird ausschließlich land- und forstwirtschaftlich genutzt. An sonnigen Hanglagen sind vereinzelt Weingärten für den Eigenbedarf zu finden. Die Häusergruppen im Dorfbereich tragen althergebrachte Flurnamen. Die interessantesten sind östlich des Lukajbaches Ažija, Kukojca und Ferkova sowie westlich des Baches Olabe, Ungarov Breg, Vratušov Breg, Reckova Graba und Šumarski Vrh.

## Geschichte
Der Ort wird im Jahre 1365 erstmals urkundlich als „Alsozcleueche“ erwähnt. Ein Jahr später ist vermerkt: „Alsozaloucha in dystrictu Waralyakurniky“, das bedeutet, dass die Siedlung zur Herrschaft Felsőlendva (Oberlimbach, heute Grad) gehörte. Im Jahre 1499 wird das Dorf Alsozalocha genannt, und in einem Protokoll des Bistums Raab/Győr für das Jahr 1698 ist der Ortsname Alsó Szlavecsa dokumentiert. Damals lag der Ort im Bereich der Pfarre von Felsőlendva.
Im Jahre 1890 wird das Dorf amtlich Alsócsalogány bezeichnet und hatte 707 Einwohner, davon bekannten sich 657 als Slowenen und 50 als Deutsche. Der Ort gehörte zum Bezirk Muraszómbat (heute Murska Sobota) des Komitats Eisenburg/Vas.
Der Friedensvertrag von Trianon schlug das Dorf dem Königreich der Serben, Kroaten und Slowenen zu. Für den nun amtlich Dolnji Slaveči genannten Ort wurden bei der Volkszählung am 31. Januar 1921 folgende Daten ermittelt: 813 Slowenen, 6 Deutsche und einer anderen Ethnie, von diesen 820 Bewohnern bekannten sich 522 zum katholischen und 298 zum evangelischen Glauben.

## Persönlichkeiten
- Miklós Küzmics (1737–1804), Schriftsteller und katholischer Geistlicher
- Anton Vratuša (1915–2017), Politikwissenschaftler, Politiker und Diplomat